# Ján Koristek
Ján Koristek (* 11. Juli 1996 in Zvolen) ist ein ehemaliger slowakischer Skilangläufer.

## Werdegang
Koristek startete im März 2012 in Kremnica erstmals im Slavic-Cup und belegte dabei den 42. Platz über 15 km Freistil und den 39. Rang über 10 km Freistil. Beim Europäischen Olympischen Winter-Jugendfestival 2013 in Predeal kam er auf den 74. Platz im Sprint und auf den 30. Rang über 10 km Freistil. Im folgenden Jahr errang bei den Juniorenweltmeisterschaften im Fleimstal den 79. Platz im Sprint, den 61. Platz im Skiathlon und den 38. Platz über 10 km klassisch. Bei den Juniorenweltmeisterschaften 2015 in Almaty lief er auf den 71. Platz im Sprint, auf den 55. Rang über 10 km Freistil und auf den 49. Platz im Skiathlon. In der Saison 2015/16 erreichte er mit vier Top-Zehn-Platzierungen den achten Platz in der Gesamtwertung des Slavic-Cups. Bei den Juniorenweltmeisterschaften 2016 in Râșnov lief er auf den 72. Platz im Sprint, auf den 45. Rang über 10 km klassisch und auf den 29. Platz über 15 km Freistil. In der Saison 2017/18 kam er im Slavic-Cup dreimal unter die ersten Zehn. Dabei erreichte er in Wisła mit dem zweiten Platz über 15 km Freistil seine erste Podestplatzierung im Slavic-Cup und zum Saisonende den neunten Rang in der Gesamtwertung. Bei den U23-Weltmeisterschaften 2018 in Goms errang er den 69. Platz im Sprint und den 54. Platz über 15 km klassisch.
Zu Beginn der Saison 2018/19 absolvierte Koristek in Ruka sein erstes Weltcuprennen, das er auf dem 79. Platz über 15 km klassisch beendete. Beim folgenden Lillehammer Triple lief er auf den 76. Platz. Im weiteren Saisonverlauf holte er vier Siege im Slavic-Cup. Zudem wurde er zweimal Dritter und gewann damit die Gesamtwertung. Im Januar 2019 belegte er bei den U23-Weltmeisterschaften in Lahti den 23. Platz im 30-km-Massenstartrennen und den 17. Rang über 15 km Freistil. Beim Saisonhöhepunkt, den Nordischen Skiweltmeisterschaften 2019 in Seefeld in Tirol, errang er den 61. Platz über 15 km klassisch und den 22. Platz zusammen mit Andrej Segeč im Teamsprint. Im März 2019 wurde er in Štrbské Pleso slowakischer Meister im 30-km-Massenstartrennen. Seine beste Platzierung bei der Winter-Universiade 2019 in Krasnojarsk war der achte Platz im 30-km-Massenstartrennen. Nach Platz 70 beim Ruka Triple zu Beginn der Saison 2019/20, holte er bei der Tour de Ski 2019/20 mit dem 53. Platz seine ersten und einzigen Weltcuppunkte. Zudem erreichte er im Val di Fiemme mit dem 48. Platz im 10-km-Massenstartrennen seine beste Platzierung im Weltcupeinzel. Es folgte beim Slavic Cup in Strbske Pleso Platz drei im Sprint und Rang zwei über 15 km klassisch und zum Saisonende den fünften Platz in der Gesamtwertung des Slavic Cups. Im März 2020 gewann er den Biela Stopa über 37 km Freistil. Im folgenden Jahr kam er bei den Nordischen Skiweltmeisterschaften in Oberstdorf auf den 64. Platz über 15 km Freistil und auf den 58. Rang im Skiathlon. In der Saison 2021/22 gewann er erneut den Biela Stopa und belegte bei den Olympischen Winterspielen 2022 in Peking den 45. Platz im Skiathlon sowie den 40. Rang im 50-km-Massenstartrennen.

## Siege bei Continental-Cup-Rennen
| Nr. | Datum             | Ort           | Disziplin       | Serie      |
| --- | ----------------- | ------------- | --------------- | ---------- |
| 1.  | 29. Dezember 2018 | Štrbské Pleso | 10 km Freistil  | Slavic-Cup |
| 2.  | 30. Dezember 2018 | Štrbské Pleso | 10 km klassisch | Slavic-Cup |
| 3.  | 2. Februar 2019   | Zakopane      | 10 km klassisch | Slavic-Cup |
| 4.  | 3. Februar 2019   | Zakopane      | 15 km Freistil  | Slavic-Cup |

## Teilnahmen an Weltmeisterschaften und Olympischen Winterspielen

### Olympische Spiele
- 2022 Peking: 40. Platz 50 km Freistil Massenstart, 45. Platz 30 km Skiathlon

### Nordische Skiweltmeisterschaften
- 2019 Seefeld in Tirol: 20. Platz Teamsprint klassisch, 61. Platz 15 km klassisch
- 2021 Oberstdorf: 58. Platz 30 km Skiathlon, 64. Platz 15 km Freistil

### Rollerski-Weltmeisterschaften
- 2019 Madona: 6. Platz 20 km Freistil Massenstart, 10. Platz Teamsprint Freistil, 17. Platz 20 km klassisch, 31. Platz Sprint Freistil
- 2021 Val di Fiemme: 6. Platz Teamsprint Freistil, 10. Platz 16 km Freistil, 23. Platz 15 km klassisch Massenstart